# Варваровское сельское поселение (Белгородская область)
Варваровское сельское поселение — упразднённое сельское поселение в Алексеевском районе Белгородской области.
Административный центр — село Варваровка.
Упразднено 19 апреля 2018 с преобразованием Алексеевского муниципального района в Алексеевский городской округ.

## Население
| 2010  | 2011  | 2012  | 2013  | 2014  | 2015  | 2016  |
| ----- | ----- | ----- | ----- | ----- | ----- | ----- |
| 1431  | ↘1427 | ↘1370 | ↘1320 | ↘1294 | ↘1247 | ↘1235 |
| 2017  | 2018  |       |       |       |       |       |
| ↘1229 | ↘1211 |       |       |       |       |       |

## Состав сельского поселения
В состав сельского поселения входит 5 населённых пунктов:
| № | Населённый пункт | Тип населённого пункта       | Население |
| - | ---------------- | ---------------------------- | --------- |
| 1 | Варваровка       | село, административный центр | ↘665      |
| 2 | Калитва          | село                         | ↘287      |
| 3 | Николаевка       | село                         | ↘119      |
| 4 | Осадчее          | село                         | ↘234      |
| 5 | Чупринино        | село                         | ↘126      |

## Экономика
- СПК «Калитва» — специализируется на продукции животноводства и растениеводства.[12].
- АПК «Степное» — специализируется на продукции растениеводства[12].
- ОАО "Рыбхоз Алексеевский" — специализируется на выращивании товарной рыбы.